# Polyglotta Africana
Polyglotta Africana è uno studio scritto dal missionario tedesco Sigismund Wilhelm Koelle nel 1854 in cui compaiono 156 lingue africane. Ad oggi, risulta essere il più grande studio comparativo.